# Struktura organizacyjna 2 Armii Wojska Polskiego
Struktura organizacyjna 2 Armii Wojska Polskiego - wykaz związków taktycznych oraz samodzielnych oddziałów i pododdziałów 2 Armii WP

## Jednostki bojowe

### Piechota
- 5 Dywizja Piechoty[1]
  - 13 pułk piechoty
  - 15 pułk piechoty
  - 17  pułk piechoty
  - 22 pułk artylerii lekkiej
  - 5 batalion szkolny
  - 6 dywizjon artylerii pancernej
  - 14 batalion saperów
  - 5 kompania rozpoznawcza
  - 12  kompania łączności
  - 5 kompania obrony przeciwchemicznej
  - 7 kompania samochodowa
  - 5 batalion sanitarny
- 7 Dywizja Piechoty[1]
  - 33 pułk piechoty
  - 35 pułk piechoty
  - 37 pułk piechoty
  - 38 pułk artylerii lekkiej
  - 7 batalion szkolny
  - 10 dywizjon artylerii pancernej
  - 18 batalion saperów
  - 7 kompania rozpoznawcza
  - 14 kompania łączności
  - 13 kompania obrony przeciwchemicznej
  - 12 kompania samochodowa
  - 11 batalion sanitarny

- 8 Dywizja Piechoty[2]
  - 32 pułk piechoty
  - 34 pułk piechoty
  - 36 pułk piechoty
  - 37 pułk artylerii lekkiej
  - 8 batalion szkolny
  - 11 dywizjon artylerii pancernej
  - 19 batalion saperów
  - 8 kompania rozpoznawcza
  - 13 kompania łączności
  - 12 kompania obrony przeciwchemicznej
  - 14 kompania samochodowa
  - 10 batalion sanitarny
- 9 Dywizja Piechoty[3]
  - 26 pułk piechoty
  - 28 pułk piechoty
  - 30 pułk piechoty
  - 40 pułk artylerii lekkiej
  - 9 batalion szkolny
  - 12 dywizjon artylerii pancernej
  - 20 batalion saperów
  - 9 kompania rozpoznawcza
  - 16 kompania łączności
  - 11 kompania obrony przeciwchemicznej
  - 13 kompania samochodowa
  - 15 batalion sanitarny
- 10 Dywizja Piechoty[3]
  - 25 pułk piechoty
  - 27 pułk piechoty
  - 29 pułk piechoty
  - 39 pułk artylerii lekkiej
  - 10 batalion szkolny
  - 13 dywizjon artylerii przeciwpancernej
  - 21 batalion saperów
  - 10 kompania rozpoznawcza
  - 19 kompania łączności
  - 9 kompania obrony przeciwchemicznej
  - 15 kompania samochodowa
  - 12 batalion sanitarny

### Artyleria
- 2 Dywizja Artylerii[4][a]
  - 6 Brygada Artylerii Lekkiej
    - 43 pułk artylerii lekkiej
    - 45 pułk artylerii lekkiej
    - 48 pułk artylerii lekkiej

  - 7 Brygada Artylerii Haubic
    - 44 pułk artylerii haubic
    - 47 pułk artylerii haubic
    - 50  pułk artylerii haubic

  - 8 Brygada Artylerii Ciężkiej
    - 1 dywizjon artylerii
    - 2 dywizjon artylerii
    - 3 dywizjon artylerii

  - bateria dowodzenia
  - 6 dywizjon pomiarów artyleryjskich
  - 4 batalion samochodowo-transportowy
  - 5 kompania sanitarna

- 3 Dywizja Artylerii Przeciwlotniczej[5]
  - 61 pułk artylerii przeciwlotniczej
  - 66 pułk artylerii przeciwlotniczej
  - 69 pułk artylerii przeciwlotniczej
  - 75 pułk artylerii przeciwlotniczej
  - bateria dowodzenia
  - park artyleryjski
- 9 Brygada Artylerii Przeciwpancernej
  - 53 pułk artylerii przeciwpancernej
  - 56 pułk artylerii przeciwpancernej
  - 72 pułk artylerii przeciwpancernej
  - 11 park artyleryjski
- 14 Brygada Artylerii Przeciwpancernej[b]
  - 58 pułk artylerii przeciwpancernej
  - 63 pułk artylerii przeciwpancernej
  - 78 pułk artylerii przeciwpancernej
  - 12 park artyleryjski
- 3 samodzielny pułk moździerzy
  - 1 dywizjon
  - 2 dywizjon
- 8 samodzielny dywizjon pomiarów artyleryjskich
  - bateria rozpoznania topograficznego
  - bateria rozpoznania dźwiękowego
  - pluton rozpoznania optycznego
  - pluton fotogrametryczny
- 3 sztabowa bateria dowódcy artylerii 2 Armii

### Wojska   pancerne
- 1 Korpus Pancerny[5][c]
  - 1 Brygada Piechoty Zmotoryzowanej
  - 2 Brygada Pancerna
  - 3 Brygada Pancerna
  - 4 Brygada Pancerna
  - 24 pułk artylerii pancernej
  - 25 pułk artylerii pancernej
  - 27 pułk artylerii pancernej
  - 2 pułk moździerzy
  - 26 pułk artylerii przeciwlotniczej
  - 1 dywizjon artylerii rakietowej
  - 2 batalion rozpoznawczy
  - 6 batalion łączności
  - 15 batalion saperów
  - 10 kompania obrony przeciwchemicznej
  - 9 kompania samochodowa
  - 2 klucz łączności
  - 7 batalion sanitarny
- 16 Brygada Pancerna[6]
  - batalion piechoty zmotoryzowanej
  - 1 batalion czołgów
  - 2 batalion czołgów
  - 3 batalion czołgów
- 5 samodzielny pułk czołgów ciężkich
  - 1 kompania czołgów
  - 2 kompania czołgów
  - 3 kompania czołgów
  - 4 kompania czołgów
- 28 samodzielny pułk artylerii pancernej
  - 1 bateria
  - 2 bateria
  - 3 bateria
  - 4 bateria

## Jednostki zabezpieczenia bojowego

### Wojska  inżynieryjno-saperskie
- 4 Brygada Saperów (Inżynieryjno-saperska)[6]
  - 25 batalion saperów
  - 28 batalion saperów
  - 30 batalion saperów
  - 32 batalion saperów
  - park lekkich przepraw

### Wojska   chemiczne
- 3 samodzielny batalion obrony przeciwchemicznej

### Wojska łączności
- 4 samodzielny pułk łączności[7]
  - batalion telegraficzno-telefoniczny
  - kompania ruchomych środków łączności
  - kompania kablowo-telegraficzna (zmotoryzowana)
  - kompania kablowo-telegraficzna (konna)
  - kompania radiowa
- 10 samodzielny batalion łączności
- 12 samodzielna kompania obserwacyjno-meldunkowa
- 23 samodzielna kompania kablowo-tyczkowa
- 36 samodzielna kompania kablowo-tyczkowa
- 38 samodzielna kompania kablowo-tyczkowa
- 3 samodzielna eskadra lotnictwa łącznikowego

## Jednostki tyłowe armii
Jednostki transportowe
- 5 samodzielny batalion samochodowo-transportowy
- 6 samodzielny batalion samochodowo-transportowy
- 4 samodzielna kompania taborowo-transportowa
- 6 samodzielna kompania taborowo-transportowa

Jednostki drogowe
- 6 samodzielny batalion eksploatacji dróg
- 11 samodzielny batalion budowy mostów
- 14 samodzielny batalion budowy dróg

Jednostki obsługi i ochrony
- 3 oddział polowej bazy armii
- 6 samodzielna kompania obsługi
- 7 samodzielna kompania ochrony oddziału
- 2 oddział wojennego komendanta stacji etapowej
- 3 oddział wojennego komendanta stacji etapowej
- 4 czołowy punkt rozdzielczy
- 5 czołowy punkt rozdzielczy

Składy armijne i magazyny
- 27 armijny skład chemiczny
- 31 armijny skład sprzętu samochodowego
- 33 armijny skład sprzętu łączności
- 37 armijny skład sprzętu inżynieryjno-saperskiego
- 41 armijny skład sprzętu pancernego
- 45 armijny skład żywnościowy
- 46 armijny skład mundurowo-taborowy
- 49 armijny skład sprzętu sanitarnego
- 52 armijny skład sprzętu weterynaryjnego
- 58 armijny skład sprzętu artyleryjskiego i uzbrojenia
- 59 armijny skład sprzętu artyleryjskiego
- 64 armijny skład materiałów pędnych i smarów
- główny magazyn łączności

Jednostki przetwórcze
- 20 piekarnia polowa
- 21 piekarnia polowa
- 3 rzeźnia polowa
- warsztaty przetwórczo-zaopatrzeniowe

Jednostki medyczne
- 3 polowy punkt ewakuacyjny
- 3 wysunięty punkt ewakuacyjno-rozdzielczy
- 4 wysunięty punkt ewakuacyjno-rozdzielczy
- 5 wysunięty punkt ewakuacyjno-rozdzielczy
- 6 samodzielna armijna kompania wzmocnienia medycznego
- 7 laboratorium anatomiezno-patologiczne
- 8 polowy ruchomy szpital chirurgiczny
- 9 polowy ruchomy szpital chirurgiczny
- 10 polowy ruchomy szpital chirurgiczny
- 11 polowy ruchomy szpital chirurgiczny
- 12 polowy ruchomy szpital chirurgiczny
- 13 polowy ruchomy szpital chirurgiczny
- 14 oddział sanitarno-epidemiczny
- 20 ruchomy szpital chorób wewnętrznych
- 21 ruchomy szpital chorób wewnętrznych
- 24 szpital chorób zakaźnych
- 25 szpital chorób zakaźnych
- 28 szpital dla lekko rannych
- 29 szpital dla lekko rannych
- 30 szpital dla lekko rannych
- 31 szpital dla lekko rannych
- 16 pralnia polowa
- 17 pralnia polowa
- 18 pralnia polowa
- 22 łaźnia polowa
- 23 łaźnia polowa
- 24 łaźnia polowa
- 1 pociąg sanitarny
- 2 pociąg sanitarny
- 5 samodzielna kompania medyczno-sanitarna
- 6 samodzielna kompania pogotowia chirurgicznego
- 8 samodzielna (samochodowa) kompania sanitarna
- 10 samodzielna (konna) kompania sanitarna
- 12 samodzielna kompania kąpielowo-dezynfekcyjna

Jednostki weterynaryjne
- 10 szpital weterynaryjny
- 14 ewakuacyjny szpital weterynaryjny
- 21 polowe laboratorium weterynaryjne

Jednostki ewakuacyjno-remontowe i warsztaty
- 2 armijna kompania ewakuacyjna
- 5 samodzielny batalion remontu samochodów
- 14 ruchoma baza remontu czołgów
- 15 ruchoma baza remontu maszyn kołowych
- 16 ruchome warsztaty naprawy umundurowania
- 17 artyleryjskie warsztaty remontowe
- 26 polowa baza remontu samochodów
- 32 ruchome armijne warsztaty taborowo-mundurowe
- 33 ruchome warsztaty taborowe
- 34 ruchome warsztaty rymarskie
- 43 warsztaty remontu sprzętu artyleryjskiego i uzbrojenia
- 44 warsztaty remontu sprzętu artyleryjskiego i uzbrojenia
- 45 warsztaty remontu sprzętu artyleryjskiego i uzbrojenia
- 46 armijne warsztaty remontu traktorów
- 29 armijny zbiorczy punkt uszkodzonych maszyn
- armijny warsztat remontu ośrodków ogólnego użytku

Jednostki zdobyczy wojennych
- 4 samodzielna kompania zbierania zdobyczy wojennych
- 9 samodzielny batalion zbierania zdobyczy wojennych
- 66 składnica zdobyczy wojennych
- samodzielny pluton demontażowy
- armijny punkt spędu bydła

Instytucje polityczno-wychowawcze
- redakcja "Orła Białego"
- zespół pieśni i tańca
- dom żołnierza
- teatr żołnierza
- grupa kinooperatorów

Inne
- szkoła oficerska 2 Armii WP
- 5 zapasowy pułk piechoty
- 9 samodzielna kompania oddziału informacji